# Политковский, Гавриил Герасимович
Гавриил Герасимович Политковский (1770—1824) — сенатор, действительный тайный советник.

## Детство и образование
Родился в 1770 году, происходил из древней польской шляхетской фамилии Полетик, которую отец его, Герасим Иванович, протоиерей в селе Боровичи (позднее Черниговской губернии), женатый на дочери войскового товарища Семёна Пригары, переменил и стал называться Политковским. Кроме Гавриила Герасимовича, он имел ещё троих сыновей, из которых Фёдор был профессором Московского университета.
С 27 августа 1785 года воспитывался в Дворянской университетской гимназии, затем, с 30 июня 1786 года, — в Московском университете, откуда 13 ноября 1791 года поступил каптенармусом в лейб-гвардии Преображенский полк.

## Карьера
Выйдя в отставку подпоручиком 1 января 1792 года, через месяц определился в Экспедицию о государственных доходах, а 21 мая 1795 года перешёл секретарём в Медицинскую коллегию. Со вступлением на престол Павла I, Политковский, пожалованный в коллежские асессоры, был 10 января 1797 года определён секретарём для внутренних дел в Совет Его Величества, 28 января 1798 года произведён в надворные советники, через год — в коллежские советники, 17 декабря того же 1799 года — в статские советники, причём, сверх занимаемой им должности, ему было приказано состоять при государственном казначее бароне А. И. Васильеве.
9 июля 1802 года он был назначен обер-прокурором во временный Апелляционный департамент Сената, причём ему поручен был надзор за канцеляриями двух комитетов, учрежденных для обозрения всеподданнейших прошений на решения Сената; за успешное исполнение этого поручения он получил от императора Александра I бриллиантовый перстень. 15 февраля 1808 года Политковский был назначен управляющим 3-й (Медицинской) Экспедицией при Министерстве внутренних дел, с пожалованием в действительные статские советники, вскоре получил орден Святой Анны 1-й степени и бриллиантовую табакерку с вензелем; 7 сентября 1811 года он переведён на должность директора Общей канцелярии Министерства полиции, а 1 февраля 1817 года назначен Ярославским гражданским губернатором. Наконец, 19 февраля 1820 года Политковский был произведён в тайные советники и пожалован в звание сенатора с повелением присутствовать во II Отделении 5-го департамента Сената.
Уволенный в апреле 1824 года в отпуск на 6 месяцев для поправления здоровья, Политковский уже не возвратился в Петербург: он умер, проездом в Ярославль, 31 августа 1824 года в селе Сменцове Мышкинского уезда Ярославской губернии.
С 1801 года Политковский состоял членом Вольного экономического общества, а затем был избран членом Попечительного комитета Человеколюбивого общества и членом Совета Российско-Американской компании (1820—1824). По отзыву Ф. Ф. Вигеля, Политковский был «человек умный, тонкий, проворный» и отличался бескорыстием.
Дети:
- Александр (ум. 1853) — тайный советник, известен растратой инвалидного капитала.
- Ростислав (1805—1858) — действительный статский советник.
- Владимир (1807—1867) — генерал.

## Литературная деятельность
В молодости он занимался литературой. Ему принадлежат: «Ода Екатерине II на заключение мира с Портой» («Новые Ежемесячные сочинения», 1792) и оригинальная драма в 3-х действиях: «Верный друг в несчастии познается». (СПб., 1796). Пьеса эта, посвящённая Варваре Сергеевне Васильевой, урожденной княжне Урусовой, жене будущего начальника Политковского, была представлена в Петербурге 26 января 1793 года «благородным обществом». В числе исполнителей находился и сам автор, отличавшийся искусством декламации и, ещё в бытность студентом Московского университета, участвовавший в спектаклях домашнего университетского театра. Васильевой же он посвятил пьесу «Усердие детей, пастушеское зрелище» (1796, не сохранилась).
Автор ряда стихотворений под криптонимом «Г. П.»: «Сновидение», «Ночь», «Утро», «Вечер», «Сумрак», «Анекдот о великодушии», «Письмо к приятелю», «Осень», «Болезнь». Н. И. Греч говорит, что «Политковский вообще очень хорошо читал стихи, но только в тесном кругу, в небольшой комнате; в огромной зале голос его терялся». Политковскому принадлежит ещё известная в своё время песня на отъезд императрицы Елизаветы Алексеевны за границу к действующей армии. Песня эта: «Понесися по поднебесью, птичка милая, голубушка!», положенная на музыку С. И. Давыдовым, с большим успехом исполнялась в те времена на сцене Петербургского театра. Напечатана она, без имени автора, в X части «Сына Отечества» за 1813 год.
Политковский вращался в литературном кружке А. С. Шишкова и состоял действительным членом «Беседы любителей русского слова», в IV разряде, где председательствовал Иван Матвеевич Муравьёв-Апостол. Принимал участие в литературных вечерах И. С. Захарова. Как собеседник и шишковист, Политковский был осмеян К. Н. Батюшковым в сатире последнего «Певец в Беседе славянороссов» (1813).